# Раки (Конотопский район)
Раки (укр. Раки) — село,
Кузьковский сельский совет,
Конотопский район,
Сумская область,
Украина.
Код КОАТУУ — 5922085007. Население по переписи 2001 года составляло 276 человек.

## Географическое положение
Село Раки находится на правом берегу реки Езуч,
на противоположном берегу и выше по течению примыкает город Конотоп,
ниже по течению на расстоянии в 2 км расположено село Сарнавщина.
По селу протекает пересыхающий ручей с запрудой.

## Экономика
- Птице-товарная ферма.
- ЧП «Агробудмат».

## Известные люди
- Руденко Пётр Иванович (1919—1942) — Герой Советского Союза, родился в селе Раки[2].